# Championnats de Tunisie d'athlétisme 2002
Navigation
2001 2003
Les championnats de Tunisie d'athlétisme 2002 sont une compétition tunisienne d'athlétisme se disputant en 2002. Cette édition n'enregistre pas de grandes performances, ni de surprises : les ténors s'imposent dans leurs disciplines respectives.
Au niveau des clubs, le Club sportif de la Garde nationale est premier chez les hommes (huit titres) alors que la Zitouna Sports (six titres) est première chez les dames.

## Palmarès
| Discipline             | Hommes                                  | Hommes         | Femmes                  | Femmes         |
| ---------------------- | --------------------------------------- | -------------- | ----------------------- | -------------- |
| 100 m                  | Mansour Noubigh                         | 10 s 69        | Awatef Hamrouni         | 11 s 99        |
| 200 m                  | Mansour Noubigh                         | 21 s 63        | Awatef Ben Hassine      | 24 s 31        |
| 400 m                  | Ahmed Torkhani                          | 48 s 6         | Maha Chaouachi          | 57 s 5         |
| 800 m                  | Mohamed Habib Belhaj                    | 1 min 52 s 84  | Abir Nakhli             | 2 min 7 s 4    |
| 1 500 m                | Mohamed Lamine Kenzari                  | 3 min 53 s 89  | Abir Nakhli             | 4 min 18 s 67  |
| 5 000 m                | Ridha Amri                              | 14 min 7 s 32  | Soulef Bouguerra        | 16 min 8 s 7   |
| 10 000 m               | Non disputé                             | -              | Non disputé             | -              |
| 100 m haies            |                                         |                | Karima Ben Othman       | 15 s 55        |
| 110 m haies            | Hamdi Mhirsi                            | 14 s 54        |                         |                |
| 400 m haies            | Yousri Bejaoui                          | 52 s 90        | Aïda Belhaj Kacem       | 62 s 9         |
| 3 000 m steeple        | Imed Zaïdi                              | 9 min 1 s 1    | Sonia Aggoun            | 10 min 23 s 99 |
| Relais 4 × 100 mètres  | Association sportive militaire de Tunis | 43 s 3         | Athletic Club de Sousse | 49 s 79        |
| Relais 4 × 400 mètres  | Club municipal d'athlétisme de Kairouan | 3 min 23 s 66  | Athletic Club de Nabeul | 4 min 6 s 7    |
| Saut en longueur       | Anis Gallali                            | 7,39 m         | Awatef Hamrouni         | 5,39 m         |
| Triple saut            | Abdallah Mechraoui                      | 15,26 m        | Monia Jelassi           | 12,20 m        |
| Saut en hauteur        | Ramzi Chaâban                           | 2 m            | Karima Ben Othman       | 1,70 m         |
| Saut à la perche       | Béchir Zaghouani                        | 4,60           | Aïda Mohsni             | 3,86 m         |
| Lancer du poids        | Mohamed Meddeb                          | 16,05 m        | Amel Ben Khaled         | 15,86 m        |
| Lancer du disque       | Hatem Kbaïer                            | 49,13 m        | Monia Kari              | 53,96 m        |
| Lancer du marteau      | Saber Souid                             | 64,59 m        | Ines Boujenfa           | 46,85 m        |
| Lancer du javelot      | Mohamed Ali Ben Zina                    | 62,86 m        | Aïda Sallem             | 53,53 m        |
| Décathlon              | Souhaïb Bedoui                          | 5 397          |                         |                |
| Heptathlon             |                                         |                | Hasna Bahri             | 2 533          |
| Semi-marathon          |                                         |                |                         |                |
| 10 km marche sur route | -                                       | -              | Thouraya Hamrouni       | 52 min 9 s 9   |
| 20 km marche sur route | Karim Boudhiba                          | 1 h 34 min 2 s | -                       | -              |

## Classement par équipes
- Club sportif de la Garde nationale : onze titres et vingt podiums
- Zitouna Sports : sept titres et treize podiums
- Athletic Club de Sousse : cinq titres et 19 podiums
- Athletic Club de Nabeul : cinq titres et onze podiums
- Association sportive militaire de Tunis : cinq titres et treize podiums